# Сяншаньцзен (гора)
Сяншаньцзен (кит.: 项山甑, піньінь: Xiàng shān zèng) — гора на межі китайських провінцій Цзянсі, Фуцзянь і Гуандун. Є частиною гірської системи Уїшань, яка включена до переліку Світової спадщини ЮНЕСКО. Перекладається як «Місце гірський казан» або «Гірський пункт».

## Опис
Загальна висота 1528.8 м, площа — 6920 м2. Знаходиться в 23 км від м. Сюньу (провінція Цзянсі) та 51.34 км від міста Пінюань (провінція Гуандун), є 2-ю заввишки горою в префектурі Мейчжоу. Ще одна частина гори розташована на території провінції Фуцзянь.
Складається з великозернистого граніту, вулканічного роговика та кварцу. Більша частина вкрита лісом та іншою рослинністю. Змішаний ліс тягнеться від нижньої частини до висоти 800 м над рівнем моря. На висотах росте багато лікарських трав. Тут є багато джерел та струмків (про них та аромат трав Сяншаньцзен свого часу згадував Мао Цзедун). Все це сприяє залученню сюди туристів.

## Історія
До початку гірських утворень на цих місцях 200 млн років тому було море. Утворилася близько 100 млн років тому в результаті тектонічних рухів в області Гімалаїв. Осадові породи, що до того накопичувалися на морському дні, в результаті зсувів ґрунту піднялися. Зрештою вони утворили гору Сяншаньцзен.
З 1980-х років тут почав розвиватися туризм. Розбудова готелей й шосейних доріг, що ведуть до гори, прискорилася після входження у 1999 році як частини гір Уїшань до переліку Світової спадщини ЮНЕСКО. На 2014 рік інвестиції сягнули 30 млн юаней.